# 히로사와 긴지로

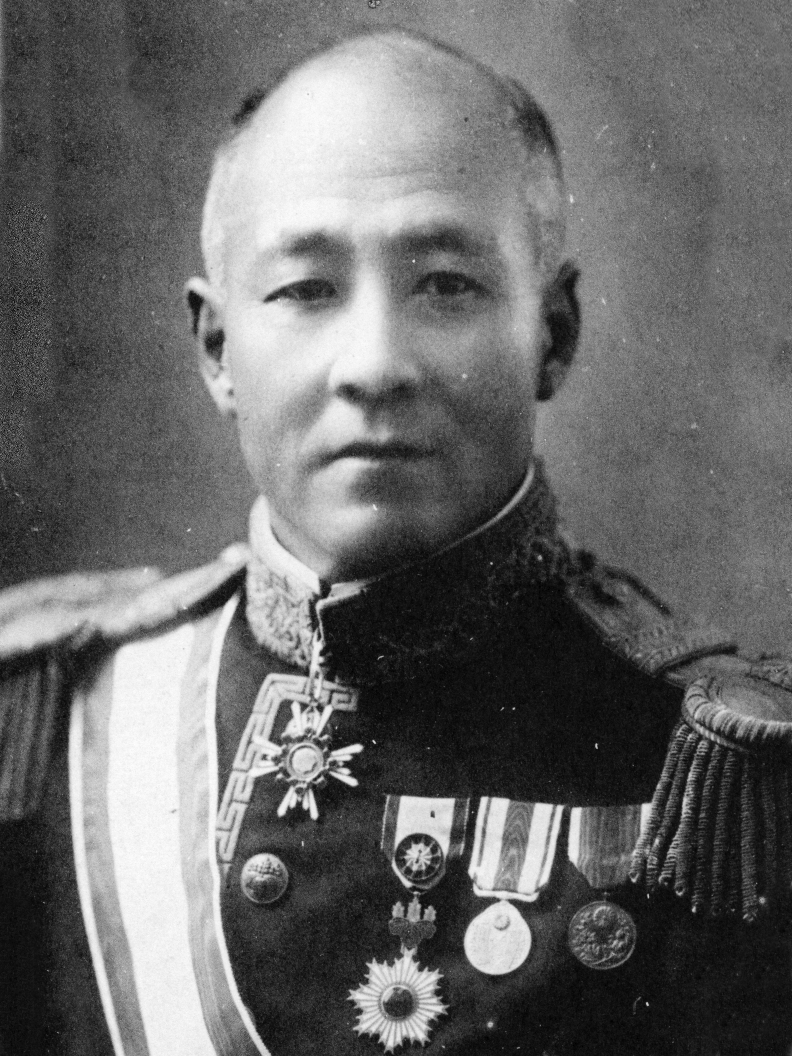
백작 히로자와 긴지로

히로사와 긴지로(일본어: 廣澤金次郎)는 일본 제국의 관료, 정치인, 기업인이다. 작위는 백작. 주 스페인 공사. 아버지는 유신십걸 중 한명인 히로사와 사네오미. 부인은 야마오 요조 자작의 딸이다.
메이지 유신 공신의 자손으로, 해외 유학과 다양한 관직(외교관 등)을 거치고 기업인으로도 일본 근대화에 이바지하였다.